# Rajd Bułgarii 2010

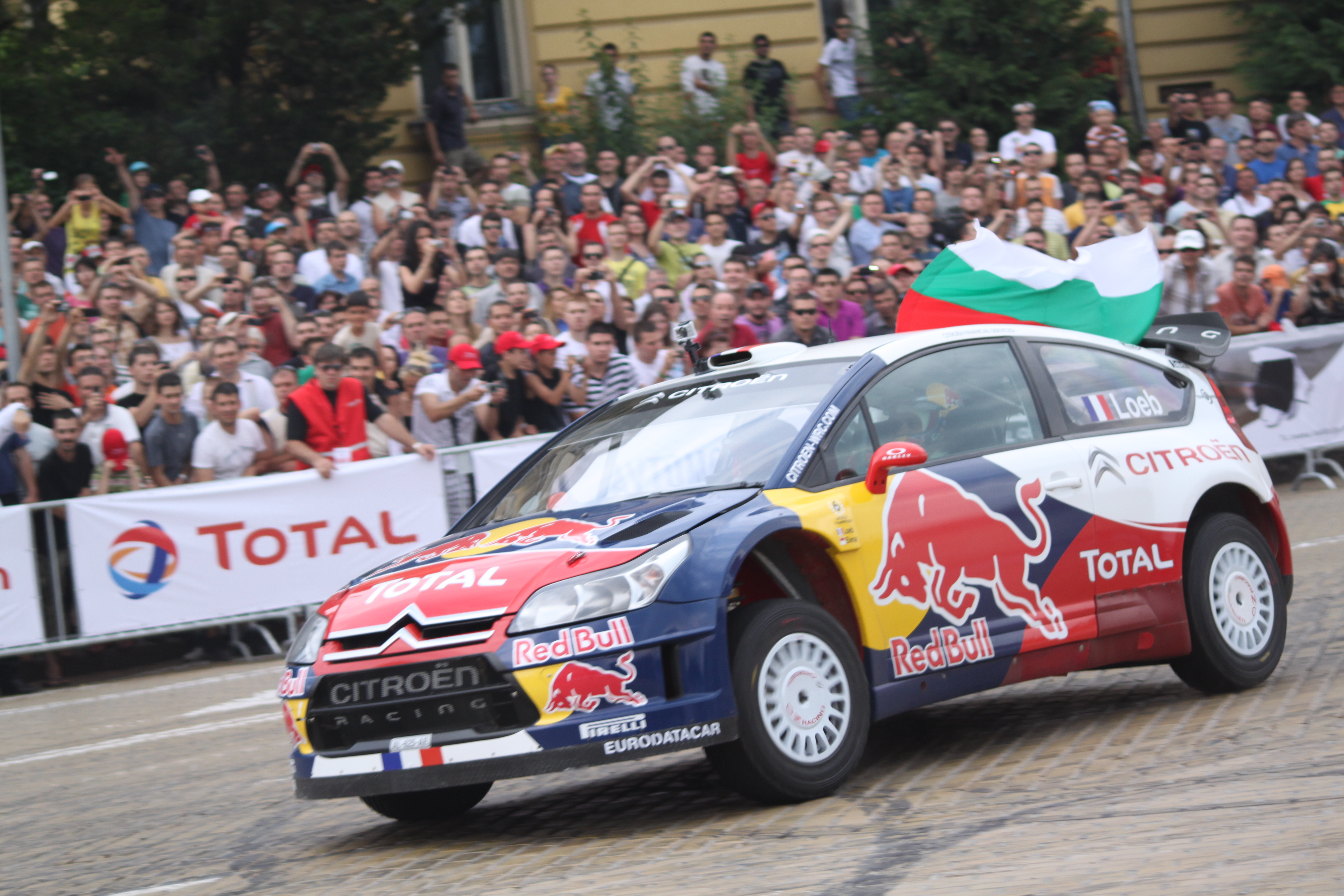
Sebastien Loeb podczas rajdu Bułgarii zajął pierwsze miejsce

Rajd Bułgarii (41st Rally Bulgaria) był 7. rundą Rajdowych Mistrzostw Świata 2010. Rajd odbył się w dniach 9–11 lipca, a jego baza znajdowała się w Borowec, około 70 km od stolicy państwa – Sofii. Jednocześnie była to 3. runda Mistrzostw Świata Juniorów (JWRC).
W rajdzie zwycięstwo odniósł Sébastien Loeb, była to jego 4. wygrana w tym sezonie oraz 58. w karierze w Mistrzostwach Świata. Czołówka rajdu została zdominowana przez kierowców Citroëna. Drugi był Dani Sordo, trzeci Petter Solberg, a czwarty Sébastien Ogier.

## Zwycięzcy odcinków specjalnych[1]
| Etap | Data     | OS | Godzina | Nazwa           | Długość  | Zwycięzca        | Czas             | Śred. pręd       | Lider rajdu    |
| ---- | -------- | -- | ------- | --------------- | -------- | ---------------- | ---------------- | ---------------- | -------------- |
| 1    | 9 lipca  | 1  | 10:05   | Batak Lake 1    | 31,77 km | Sébastien Loeb   | 17:33,8          | 108,53 km/h      | Sébastien Loeb |
| 1    | 9 lipca  | 2  | 11:38   | Belmeken Lake 1 | 27,57 km | Sébastien Loeb   | 15:08,5          | 109,25 km/h      | Sébastien Loeb |
| 1    | 9 lipca  | 3  | 14:37   | Batak Lake 2    | 31,77 km | Sébastien Loeb   | 17:35,2          | 108,39 km/h      | Sébastien Loeb |
| 1    | 9 lipca  | 4  | 16:10   | Belmeken Lake 2 | 27,57 km | Sébastien Loeb   | 15:09,2          | 109,16 km/h      | Sébastien Loeb |
|      |          |    |         |                 |          |                  |                  |                  | Sébastien Loeb |
| 2    | 10 lipca | 5  | 7:43    | Sestrimo 1      | 27,46 km | Sébastien Loeb   | 16:27,4          | 100,12 km/h      | Sébastien Loeb |
| 2    | 10 lipca | 6  | 9:36    | Peshtera 1      | 18,13 km | Daniel Sordo     | 10:23,6          | 104,66 km/h      | Sébastien Loeb |
| 2    | 10 lipca | 7  | 10:54   | Lyubnitsa 1     | 24,86 km | Odcinek odwołany | Odcinek odwołany | Odcinek odwołany | Sébastien Loeb |
| 2    | 10 lipca | 8  | 13:22   | Sestrimo 2      | 27,46 km | Petter Solberg   | 16:19,5          | 100,92 km/h      | Sébastien Loeb |
| 2    | 10 lipca | 9  | 15:15   | Peshtera 2      | 18,13 km | Petter Solberg   | 10:24,2          | 104,56 km/h      | Sébastien Loeb |
| 2    | 10 lipca | 10 | 16:33   | Lyubnitsa 2     | 24,86 km | Petter Solberg   | 13:32,8          | 110,11 km/h      | Sébastien Loeb |
|      |          |    |         |                 |          |                  |                  |                  | Sébastien Loeb |
| 3    | 11 lipca | 11 | 8:46    | Muhovo 1        | 29,53 km | Petter Solberg   | 15:29,7          | 114,35 km/h      | Sébastien Loeb |
| 3    | 11 lipca | 12 | 9:28    | Slavovitsa 1    | 17,73 km | Daniel Sordo     | 9:23,2           | 113,33 km/h      | Sébastien Loeb |
| 3    | 11 lipca | 13 | 11:52   | Muhovo 2        | 29,53 km | Petter Solberg   | 15:22,7          | 115,21 km/h      | Sébastien Loeb |
| 3    | 11 lipca | 14 | 12:34   | Slavovitsa 2    | 17,73 km | Sébastien Ogier  | 9:17,4           | 114,51 km/h      | Sébastien Loeb |

| Zwycięzcy OS-ów | Zwycięzcy OS-ów |
| Kierowca        | Ilość           |
| --------------- | --------------- |
| Sébastien Loeb  | 8               |
| Petter Solberg  | 5               |
| Daniel Sordo    | 2               |
| Sébastien Ogier | 1               |

## Klasyfikacja ostateczna
| Msc.     | Kierowca               | Pilot             | Samochód             | Czas      | Strata   | Grupa | Punkty |
| -------- | ---------------------- | ----------------- | -------------------- | --------- | -------- | ----- | ------ |
| 1.       | Sébastien Loeb         | Daniel Elena      | Citroën C4 WRC       | 3:02:39.2 | 0.0      | A8 M  | 25     |
| 2.       | Daniel Sordo           | Marc Martí        | Citroën C4 WRC       | 3:03:08.7 | 29.5     | A8 M  | 18     |
| 3.       | Petter Solberg         | Chris Patterson   | Citroën C4 WRC       | 3:03:15.5 | 36.3     | A8    | 15     |
| 4.       | Sébastien Ogier        | lipcaen Ingrassia | Citroën C4 WRC       | 3:04:34.2 | 1:55.0   | A8 M  | 12     |
| 5.       | Mikko Hirvonen         | Jarmo Lehtinen    | Ford Focus RS WRC 09 | 3:05:57.0 | 3:17.8   | A8 M  | 10     |
| 6.       | Jari-Matti Latvala     | Miikka Anttila    | Ford Focus RS WRC 09 | 3:07:07.7 | 4:28.5   | A8 M  | 8      |
| 7.       | Per-Gunnar Andersson   | Jonas Andersson   | Ford Focus RS WRC 08 | 3:08:04.4 | 5:25.2   | A8 M  | 6      |
| 8.       | Frigyes Turán          | Gábor Zsiros      | Peugeot 307 WRC      | 3:09:43.2 | 7:04.0   | A8    | 4      |
| 9.       | Matthew Wilson         | Scott Martin      | Ford Focus RS WRC 08 | 3:12:07.8 | 9:28.6   | A8 M  | 2      |
| 10.      | Henning Solberg        | Ilka Minor        | Ford Fiesta S2000    | 3:15:45.2 | 13:06.0  | N4    | 1      |
| 11.      | Kimi Räikkönen         | Kaj Lindström     | Citroën C4 WRC       | 3:16:45.6 | +14:06.4 | A8 M  |        |
| JWRC     |                        |                   |                      |           |          |       |        |
| 1. (12.) | Thierry Neuville       | Nicolas Klinger   | Citroën C2           | 3:18:21.8 | 0.0      | A6    | 25     |
| 2. (14.) | Hans Weijs             | Bjorn Degandt     | Citroën C2           | 3:19:14.3 | 52.5     | A6    | 18     |
| 3. (16.) | Todor Sławow           | Dobromir Filipow  | Renault Clio R3      | 3:24:38.4 | 6:16.6   | A7    | 15     |
| 4. (17.) | Alessandro Broccoli    | Angela Forina     | Renault Clio R3      | 3:25:13.6 | 6:51.8   | A7    | 12     |
| 5. (18.) | Karl Kruuda            | Martin Jarveoja   | Suzuki Swift S1600   | 3:25:14.6 | 6:52.8   | A6    | 10     |
| 6. (19.) | Egoi Eder Valdés López | Albert Garduno    | Renault Clio R3      | 3:30:24.1 | 12:02.3  | A7    | 8      |
| 7. (21.) | Kevin Abbring          | Erwin Mombaerts   | Renault Clio R3      | 3:31:55.8 | 13:34.0  | A7    | 6      |
| 8. (22.) | Mathieu Arzeno         | Romain Roche      | Citroën C2           | 3:38:45.6 | 20:23.8  | A6    | 4      |

1. ↑  Litera M przy oznaczeniu grupy do której należy samochód oznacza, iż tylko ci kierowcy zdobywali punkty dla swoich zespołów liczonych w klasyfikacji producentów na koniec sezonu.

## Klasyfikacja po 7 rundach

### Kierowcy
| Lp. | Kierowca           | Pkt |
| --- | ------------------ | --- |
| 1   | Sébastien Loeb     | 151 |
| 2   | Sebastien Ogier    | 100 |
| 3   | Mikko Hirvonen     | 86  |
| 4   | Jari-Matti Latvala | 80  |
| 5   | Petter Solberg     | 78  |
| 6   | Dani Sordo         | 67  |
| 7   | Matthew Wilson     | 40  |
| 8   | Federico Villagra  | 26  |
| 9   | Henning Solberg    | 25  |
| 10  | Kimi Räikkönen     | 15  |

### Producenci
| Lp. | Producent           | Pkt |
| --- | ------------------- | --- |
| 1   | Citroen WRT         | 232 |
| 2   | BP Ford WRT         | 185 |
| 3   | Citroen Junior Team | 125 |
| 4   | Stobart Ford        | 98  |
| 5   | Munchi's Ford       | 40  |